# 당감
《당감》(唐鑑)은 중국 북송의 유학자 범조우(范祖禹)가 저술한 역사책으로, 전12권이다.
《자치통감》의 기사를 기본으로 하고 있기 때문에 사료적 가치는 적지만 대담한 사평·논단과 송대(宋代) 사대부의 사실을 객관적으로 분석하는 태도를 엿볼 수 있는 중국 사평(史評)의 대표적 저작이다.

## 개요
범조우는 한때 사마광을 도와 《자치통감》의 당대와 오대 십국 부분을 편찬했으며, 당나라 역사에 대한 자신의 이해를 역사 이론의 형식으로 집필한 것이 《당감》이다.
《당감》은 철종(哲宗) 원우(元祐) 원년(1086년)에 완성되었다. 당 왕조의 창업자인 고조에서 시작해 당의 마지막 황제인 애제(소선제)로 끝나고 있다.
《당감》은 고조부터 애제까지 총 20명 황제 항목 아래 《자치통감》 본문의 기사를 게시하고, 군신간의 대응에 관해 ‘신 조우가 말하건대'(臣祖禹曰)로 시작하는 문장 형식으로 득정(得政)과 실정(失政)을 논평하였으며, 그 분량은 총 71개의 득정, 215개의 실정으로 나눌 수 있다. 기록이 가장 많은 황제를 순서대로 살펴보면 태종(太宗) 시기 득정 26건·실정 28건, 덕종(德宗) 시기 득정 3건·실정 50건, 현종(玄宗) 시기 득정 7건·실정 33건, 헌종(憲宗) 시기 득정 19건·실정 10건 등으로, 통치 기간과 관련이 있으면서도 동시에 정치적 중요성과 연관이 있다. 범조우는 대외적으로 무력을 많이 사용하는 것은 옳지 않다고 여겨 태종 시기 사방으로의 정벌전을 두고 '득보다 실이 많다'고 지적하고, 헌종과 무종(武宗) 시기(득정 4건·실정 1건)에 득이 실보다 많았던 것은 능력 있는 재상을 임명했기 때문이라고 평하였다. 중종(中宗)·예종(睿宗)·순종(順宗)·목종(穆宗)·선종(宣宗)·의종(懿宗)·희종(僖宗)·소종(昭宗)·소선제(昭宣帝, 애제) 시기는 득정에 관한 평가가 없다. 범조우는 당 덕종에 대해서 평가하면서 "당 덕종은 성정이 본래 시기심이 많아서 소인배가 쉬이 드나들 수 있었다"고 했다.

### 《당감》과 《자치통감》
자신이 쓴 서문에서 범조우는 "조를 받들어 광(사마광)과 함께 《자치통감》을 편찬하였는데, 당의 역사 부분을 나누어 맡으면서 그 흥폐와 치란에 대해서 생각해 볼 수 있었다"(臣祖禹受詔與臣光修資治通鑑》，臣祖禹分職唐史，得以考其興廢治亂)고 썼다. 비록 《자치통감》의 기사를 기본으로 하고 범조우 자신도 《자치통감》의 편찬에 참여하기는 했지만, 사마광과 견해를 달리하는 부분도 있다. 한 가지 예를 들어 보면 사마광은 《자치통감》에서 당 왕조 개창의 공로 대부분은 고조의 아들인 태종에게 귀속되어야 한다고 언급하였는데, 《당감》 권1 '당고조'에서는 “태종은 야망과 재능이 있었지만 의리를 몰랐다”(太宗有志有才而不知義)라는 제목으로 이세민을 비판하며 “태종은 아버지를 죄에 빠뜨리고 병사를 일으켜 협박하였다. 고조는 배숙의 삿됨을 가까이하여 그의 하녀를 받아들이는데 망설임이 없었고, 돌궐에 신하를 칭하며 그들에게 도움을 요청했다. 이런 것을 어떻게 후세에 보일 수 있겠는가?"라고 혹평하였다. 한편으로 당 고조가 부유수 호분랑장 왕위와 호분랑장 고군아를 베었던 것, 유문정을 사신으로 보내어 돌궐과 화친을 맺은 것 등을 칭찬하며, 사마광과 달리 당 왕조 개창의 진정한 공로자는 창업자인 당 고조 이연 자신이라고 하였다. 중국의 학자들은 범조우의 《당감》과 사마광의 《자치통감》(중화서국본)을 서로 교감하여 양자간의 이러한 44가지 차이점을 나열하였다.
정이는 《당감》을 두고 "삼대 이후로 이런 의론은 없었다"(自三代以后无此議論)고 평하였다. 한편 주자는 당감을 높게 평가하지 않았는데, 《주자어류》에는 당감을 두고 “의론이 부실하고 일관성이 없다"(议论弱，又有不相应处)고 평한 주자의 언급이 실려 있다. 또한 주자는 《당감》에 대해 "의론의 대강은 좋지만 의론할 부분이 많다"며 범조우의 의론을 "대부분 그 입구만 스치고 지나치는 경우가 많다"(纯夫议论, 大率皆只从门前过)고 비판했다. 다만 주자는 말년에 여러 차례 열독한 후 칭찬하며 "자신의 비평이 잘못되었다"고 시인했으며, 《자치통감강목》(資治通鑑綱目)에도 그의 관점이 그대로 반영되었다.

## 《동래선생음주당감》(東萊先生音註唐鑑)
《당감》은 총 306편, 11권으로 구성되었고, 남송의 여조겸(吕祖谦)은 《당감》에 주석을 붙이고 권마다 두 권으로 늘려서 총 24권으로 늘렸다. 이는 여조겸의 호를 따서 《동래선생음주당감》(東萊先生音註唐鑑)이라 불린다.

## 평가
저자 범조우는 후세의 학자들로부터 당감공(唐鑑公)으로 불리며 존경받았다. 채조(蔡绦)는 《철위산총담》(铁围山丛谈)에서 "범조우의 아들 범온(范溫)이 대상국사(大相國寺)에 갔을 때 사람들이 그를 보고 ‘당감의 아들'이라 불렀다."라고 하였다고 적고 있다.
송 고종은 범조우의 당감을 칭찬하며 "《자치통감》을 읽으면 사마광이 재상의 도량을 갖추었음을 알 수 있고, 《당감》을 읽으면 범조우의 간언 방법을 알 수 있다"(讀唐鑒, 知范祖禹有臺諫手段)고 하였으며, 명의 홍무제(태조)는 "옥비를 버려도 《당감》은 못 버린다"(宁舍玉妃, 不舍唐鉴)고 평했고, 청의 가경제(인종)은 "범조옥이 지은 《당견》 한 권은 한 시대의 사적을 서술하고 그 장단점을 고찰한 책이다. 그 논증은 나라를 다스리는 데 큰 도움이 된다"고 호평하며, 《당감》의 체제를 모방하여 《명감》(明鑑)을 편찬하게 하였다.

## 판본
《당감》의 판본은 상하이 도서관(上海圖書館)이 보관하고 있는 남송 효종(孝宗) 때의 절강각본(浙江刻本, 12권본)이 가장 오래되었고, 1984년 상해고적출판사(上海古籍出版社)에서 그 영인판을 출판하였다. 명(明) 홍치(弘治) 10년(1497년)의 간본(刊本)은 누락된 부분이 많다.

## 같이 보기
- 치평요람
- 홍여하 - 《휘찬여사》의 저자인 홍여하는 어렸을 때 우연히 《당감》을 보고 있었는데, 곁에 사람들이 시험삼아 읽은 곳을 외워 보라고 하자 홍여하는 이에 막힘없이 수십 판(板)을 암송했고, 한 글자도 착오가 없었다고 한다.[8]